# Campionati europei di canottaggio 2022
I campionati europei di canottaggio 2022 sono stati la 79ª edizione della manifestazione. Si sono svolti dall'11 al 14 agosto 2022 presso il Regattastrecke Oberschleißheim a Monaco di Baviera, in Germania.
Fanno parte dei Campionati europei 2022.

## Podi

### Uomini
| Evento                  | Oro | Tempo   | Argento | Tempo         | Bronzo | Tempo         |
| Singolo                 | Melvin Twellaar Paesi Bassi | 7'14"72 | Stefanos Ntouskos Grecia | 7'15"01       | Kristian Vasilev Bulgaria | 7'16"37       |
| Due senza               | Marius Cozmiuc Sergiu Bejan Romania | 6'44"28 | Oliver Wynne-Griffith Thomas George Gran Bretagna | 6'46"52       | Jaime Canalejo Pazos Javier García Ordóñez Spagna | 6'49"13       |
| Due di coppia           | Martin Sinković Valent Sinković Croazia | 6'35"93 | Aleix García Pujolar Rodrigo Conde Romero Spagna | 6'38"46       | Armandas Kelmelis Dovydas Nemeravičius Lituania | 6'42"11       |
| Quattro senza           | William Stewart Samuel Nunn Matthew Aldridge Freddie Davidson Gran Bretagna                                                                           | 6'15"43 | Ralf Rienks Ruben Knab Sander de Graaf Rik Rienks Paesi Bassi | 6'17"69       | Mihăiță Țigănescu Mugurel Semciuc Ștefan Berariu Florin Lehaci Romania | 6'19"49       |
| Quattro di coppia       | Nicolò Carucci Andrea Panizza Luca Chiumento Giacomo Gentili Italia                                                                                   | 6'06"77 | Dominik Czaja Mateusz Biskup Mirosław Ziętarski Fabian Barański Polonia                                                                                            | 6'07"85       | Mihai Chiruță Ciprian Tudosă Ioan Prundeanu Marian Enache Romania | 6'08"27       |
| Otto                    | Rory Gibbs Morgan Bolding David Bewicke-Copley Sholto Carnegie Charles Elwes Thomas Digby James Rudkin Thomas Ford Harry Brightmore (t) Gran Bretagna | 5'49"67 | Nicolas van Sprang Lennart van Lierop Abe Wiersma Jacob van de Kerkhof Michiel Mantel Mick Makker Guus Mollee Guillaume Krommenhoek Dieuwke Fetter (t) Paesi Bassi | 5'54"21       | Vincenzo Abbagnale Cesare Gabbia Emanuele Gaetani Liseo Matteo Lodo Marco Di Costanzo Matteo Castaldo Giuseppe Vicino Leonardo Pietra Caprina Enrico D'Aniello (t) Italia | 5'55"08       |
| Pesi leggeri            | |         | |               | |               |
| Singolo                 | Antonios Papakonstantinou Grecia | 7'21"84 | Gabriel Soares Italia | 7'24"21       | Andri Struzina Svizzera | 7'31"23       |
| Due senza               | Bence Szabó Kálmán Furkó Ungheria | 7'17"04 | Enes Yenipazarlı Bayram Sönmez Turchia | 7'25"55       | Non Assegnato | Non Assegnato |
| Due di coppia           | Fintan McCarthy Paul O'Donovan Irlanda | 6'34"72 | Pietro Ruta Stefano Oppo Italia | 6'38"40       | Jan Schäuble Raphaël Ahumada Ireland Svizzera | 6'39"67       |
| Quattro di coppia       | Antonio Vicino Martino Goretti Niels Torre Patrick Rocek Italia                                                                                       | 6'17"83 | Non Assegnato | Non Assegnato | Non Assegnato | Non Assegnato |
| Specialità paralimpiche | |         | |               | |               |
| PR1 M1x                 | Giacomo Perini Italia | 9'38"48 | Roman Poljans'kyj Ucraina | 9'46"44       | Benjamin Pritchard Gran Bretagna | 9'53"75       |

### Donne
| Evento                  | Oro | Tempo    | Argento | Tempo         | Bronzo | Tempo         |
| Singolo                 | Karolien Florijn Paesi Bassi | 8'01"43  | Evangelia Anastasiadou Grecia | 8'08"20       | Alexandra Foester Germania | 8'09"86       |
| Due senza               | Ioana Vrînceanu Denisa Tîlvescu Romania | 7'34"41  | Emily Ford Esme Booth Gran Bretagna | 7'36"20       | Ymkje Clevering Veronique Meester Paesi Bassi | 7'39"49       |
| Due di coppia           | Nicoleta-Ancuţa Bodnar Simona Radiș Romania | 7'14"85  | Roos de Jong Laila Youssifou Paesi Bassi | 7'21"84       | Kiri Tontodonati Stefania Gobbi Italia | 7'23"04       |
| Quattro senza           | Heidi Long Rowan McKellar Samantha Redgrave Rebecca Shorten Gran Bretagna                                                                                      | 6'50"92  | Natalie Long Aifric Keogh Tara Hanlon Eimear Lambe Irlanda                                                                                               | 6'52"99       | Mădălina Bereș Iuliana Buhuș Maria-Magdalena Rusu Amalia Bereș Romania | 6'53"83       |
| Quattro di coppia       | Jessica Leyden Lola Anderson Georgina Brayshaw Lucy Glover Gran Bretagna                                                                                       | 6'49"21  | Nika Johanna Vos Tessa Dullemans Ilse Kolkman Bente Paulis Paesi Bassi                                                                                   | 6'52"52       | Daryna Verkhohliad Natalija Dovhod'ko Kateryna Dudchenko Yevheniia Dovhodko Ucraina | 6'53"76       |
| Otto                    | Maria-Magdalena Rusu Iuliana Buhuș Nicoleta-Ancuţa Bodnar Denisa Tîlvescu Mădălina Bereș Amalia Bereș Ioana Vrînceanu Simona Radiș Adrian Munteanu (t) Romania | 6'26"38  | Rebecca Edwards Lauren Irwin Emily Ford Esme Booth Samantha Redgrave Rebecca Shorten Rowan McKellar Heidi Long Morgan Baynham-Williams (t) Gran Bretagna | 6'28"02       | Benthe Charlotte Gezineke Boonstra Laila Youssifou Hermine Catherine Drenth Marloes Oldenburg Roos de Jong Tinka Eline Offereins Ymkje Clevering Veronique Meester Aniek van Veenen (t) Paesi Bassi | 6'35"68       |
| Pesi leggeri            | |          | |               | |               |
| Singolo                 | Ionela-Livia Cozmiuc Romania | 8'04"41  | Zoi Fitsiou Grecia | 8'09"21       | Martine Veldhuis Paesi Bassi | 8'10"20       |
| Due di coppia           | Emily Craig Imogen Grant Gran Bretagna | 7'27"82  | Laura Tarantola Claire Bové Francia | 7'33"33       | Valentina Rodini Federica Cesarini Italia | 7'36"87       |
| Quattro di coppia       | Giulia Mignemi Paola Piazzolla Silvia Crosio Arianna Noseda Italia                                                                                             | 6'58"48  | Non Assegnato | Non Assegnato | Non Assegnato | Non Assegnato |
| Specialità paralimpiche | |          | |               | |               |
| PR1 W1x                 | Birgit Skarstein Norvegia | 10'59"89 | Manuela Diening Germania | 11'07"89      | Anna Sheremet Ucraina | 11'18"55      |

### Misti
| Evento                  | Oro                                                                                             | Tempo   | Argento                                                                                  | Tempo   | Bronzo                                                                              | Tempo   |
| Specialità paralimpiche |                                                                                                 |         |                                                                                          |         |                                                                                     |         |
| PR2 Mix2x               | Svitlana Bohuslavska Iaroslav Koiuda Ucraina                                                    | 8'53"72 | Perle Bouge Stéphane Tardieu Francia                                                     | 8'57"95 | Jolanta Majka Michał Gadowski Polonia                                               | 9'02"88 |
| PR3 Mix4+               | Francesca Allen Giedrė Rakauskaitė Edward Fuller Oliver Stanhope Erin Kennedy (t) Gran Bretagna | 7'06"73 | Erika Sauzeau Margot Boulet Jérôme Hamelin Laurent Cadot Émilie Acquistapace (t) Francia | 7'26"06 | Jan Helmich Susanne Lackner Katharina Marchand Marc Lembeck Inga Thöne (t) Germania | 7'33"17 |

## Medagliere
| Pos.   | Paese         | Oro | Argento | Bronzo | Totale |
| ------ | ------------- | --- | ------- | ------ | ------ |
| 1      | Gran Bretagna | 6   | 3       | 1      | 10     |
| 2      | Romania       | 5   | 0       | 3      | 8      |
| 3      | Italia        | 4   | 2       | 3      | 9      |
| 4      | Paesi Bassi   | 2   | 4       | 3      | 9      |
| 5      | Grecia        | 1   | 3       | 0      | 4      |
| 6      | Ucraina       | 1   | 1       | 2      | 4      |
| 7      | Irlanda       | 1   | 1       | 0      | 2      |
| 8      | Croazia       | 1   | 0       | 0      | 1      |
| 8      | Ungheria      | 1   | 0       | 0      | 1      |
| 8      | Norvegia      | 1   | 0       | 0      | 1      |
| 11     | Francia       | 0   | 3       | 0      | 3      |
| 12     | Germania      | 0   | 1       | 2      | 3      |
| 13     | Polonia       | 0   | 1       | 1      | 2      |
| 13     | Spagna        | 0   | 1       | 1      | 2      |
| 15     | Turchia       | 0   | 1       | 0      | 1      |
| 16     | Svizzera      | 0   | 0       | 2      | 2      |
| 17     | Bulgaria      | 0   | 0       | 1      | 1      |
| 17     | Lituania      | 0   | 0       | 1      | 1      |
| Totale | Totale        | 23  | 21      | 20     | 64     |